# William Phipps Blake

William Phipps Blake

1897

William Phipps Blake (* 1826 in New York City; † 22. Mai 1910 in Berkeley) war ein US-amerikanischer Geologe und Mineraloge.

## Leben
William Phipps Blake beendete 1852 die Sheffield Scientific School in der Yale University, arbeitete ein Jahr später als Mineraloge und Geologe für die „Pacific Railroad Exploring Expedition“ und war dort auch als Autor zahlreicher Berichte zuständig. 1851 beschrieb er ein neu entdecktes Mineral, den Klinochlor.
Von 1859 bis 1860 war Blake Herausgeber des Mining Magazine und 1862 als Bergbau-Ingenieur für die japanische Regierung tätig. 1863 wurde er als Professor der Mineralogie an das College of California berufen sowie als Geologe für die kalifornische „Behörde für Agrarwirtschaft“. Von 1896 bis 1905 war er Professor der Geologie und Direktor der Bergbauschule der University of Arizona.
Am 22. Mai 1910 verstarb er in Berkeley (Kalifornien) an einer Lungenentzündung.

## Publikationen
- Silver Ores and Silver Mines (1860)
- Report on the Production of Precious Metals (1867)
- Ceramic Art and Glass (1878)
- Tombstone and its Mines (1902)

## Ehrungen
Ihm zu Ehren wurde ein 1944 neu entdecktes Mineral Blakeit genannt. 1870 wurde er zum Mitglied der American Philosophical Society gewählt.